# David Edgerton
David Edgerton' (Lebanon, Pensilvania; 26 de mayo de 1927-Miami, Florida; 3 de abril de 2018) fue un empresario estadounidense.

Logotipo oficial de Burger King.

Cuando era joven, se graduó en Ciencias de administración y gestión por la Universidad Cornell de Ithaca (Nueva York).
Tras varios años de trabajo, el día 1 de marzo de 1954, abrió la franquicia de una cadena de restaurantes llamada " Insta-Burger King" en la ciudad de Miami (Florida).
Luego el 1 de junio de ese mismo año, conoció al también empresario James McLamore y finalmente ambos fundaron la cadena de comida rápida "Burger King Corporation" que a día de hoy conoce a nivel internacional ya que tienen numerosos establecimientos abiertos por países de todo el mundo.
Ejercía de miembro de la junta consultiva de la compañía "Avantcare, Inc". Estuvo casado y tuvo tres hijos.